# چشمه آتشکده
چشمه آتشکده در کنار کاخ اردشیر فیروزآباد واقع شده‌است و فاقد هرگونه امکانات رفاهی و خدمات تفرجگاهی است.